# Von Heideken
von Heideken är en livländsk adelsätt, namnet stavades till slutet av 1600-talet Heijdecken. Stamfadern hette Ambrosius von Heideken, ordensmästare i Svärdsorden coadjutor, som levde 1490, då han fick förläningsbrev för sig och sina ättlingar till godset Lackstein (Lavasten). Godsets namn ändrades till Ambrosemoise men erhöll senare namnet Heidekenshof (Brosemoise) (lettiska Ēķina muiža). Godset låg i Ksp. Burtneck, 15 km nordväst om Wolmar. Här bodde släkten Heideken i fem generationer. Dess siste innehavare var major Didrik Johan von Heideken. Han var barnlös och därför övergick godset på kvinnolinjen.
Med Didrik Johans farbror, löjtnant Johan von Heideken överflyttades ätten år 1700 till Sverige.
I april 2016 var 49 personer med efternamnet von Heideken bosatta i Sverige.